# Fritz Kirmse

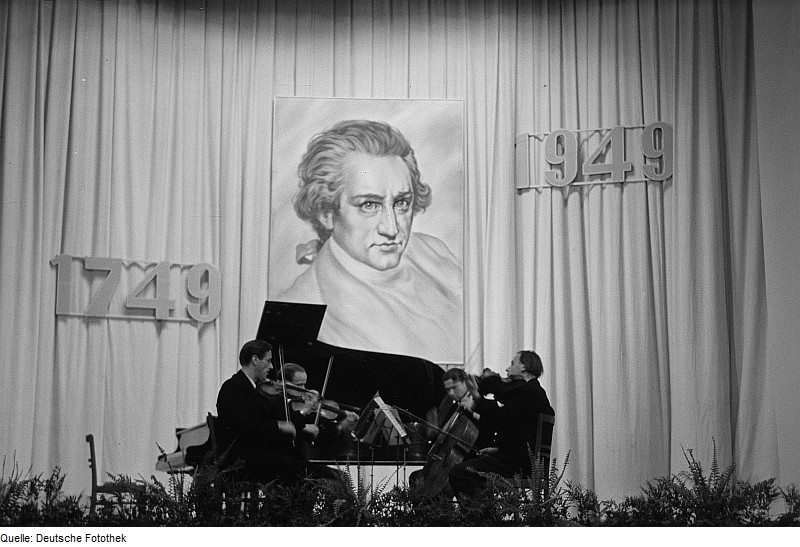
Fritz Kirmse (1.v.l.) als Mitglied des Kirmse-Quartetts (1949)

Fritz Kirmse (* 11. Februar 1912 in Leipzig; † unbekannt) war ein deutscher Violinist und Hochschullehrer. Von 1934 bis 1936 wurde er in das Bayreuther Festspielorchester berufen. Von 1937 bis 1939 war er erster Konzertmeister des Städtischen Orchesters Halle.

## Leben
Fritz Kirmse wurde 1912 in Leipzig geboren. Zunächst erhielt er Violinunterricht bei Emil Kolb und studierte dann bei Walther Davisson und Charles Münch am Landeskonservatorium der Musik zu Leipzig. Bereits während seines Studiums wirkte er an den Gewandhauskonzerten mit.
Im August 1933 wurde er bei den 1. Violinen in Hannover engagiert. Von 1934 bis 1936 wurde er zusätzlich in das Bayreuther Festspielorchester berufen. Den Ehrentitel eines Kammermusikers erhielt er im Juni 1937. Ab Juli 1937 war er als 1. Konzertmeister am Städtischen Orchester Halle tätig. 1939 ging er zum Leipziger Sinfonie-Orchester, wobei er im Zuge der Versetzung von Rundfunkmusikern zu anderen Sendern des Großdeutschen Rundfunks im April 1941 bewusst in Leipzig blieb und eine Stelle als 3. Konzertmeister beim Gewandhausorchester annahm, die er bis August 1947 ausfüllte. Von 1947 bis 1958 wechselte er zurück zum Rundfunk-Sinfonieorchester Leipzig. Danach war er unter Erich Donnerhack beim Staatlichen Unterhaltungsorchester Halle tätig.
1938/39 war er Primarius des Streichquartetts des Städtischen Orchesters Halle. Nach 1945 war er Primarius des Kirmse-Quartetts. Außerdem gehörte er ab 1949 dem Leipziger Beethoven-Klaviertrio an.
Darüber hinaus war er von 1946 bis 1948 Lehrer an der Staatlichen Hochschule für Musik Leipzig. Danach lehrte er an der Staatlichen Hochschule für Theater und Musik Halle. Zu seinen Schülern gehörte u. a. der Gewandhausmusiker Rolf Harzer.

## Diskographie
- Gian Francesco Malipiero: Violin Concerto (Urania Records 1954) – Aufnahme mit Rolf Kleinert und dem Rundfunk-Sinfonieorchester Leipzig
- Johannes Brahms: Doppelkonzert a-Moll für Violine, Violoncello und Orchester (erschienen bei Tahra) – Aufnahme von 1950 mit Bernhard Günther, Hermann Abendroth und dem Rundfunk-Sinfonieorchester Leipzig